# تهضيب
التهضيب في علم شكل الأرض هو مصطلح يستخدم لوصف وشرح تكوين السهول والمدرجات والأقواس. فتسوية السطح أو التهضيب تحدث بفعل التهدم العام أو بفعل تراكم الرواسب على السطح، مما يزيده استواءً.